# Epierus vethi
Epierus vethi är en skalbaggsart som först beskrevs av Heinrich Bickhardt 1912.  Epierus vethi ingår i släktet Epierus och familjen stumpbaggar. Inga underarter finns listade i Catalogue of Life.